# John Beer
John Axel Richard Beer, född 18 januari 1853 i Stockholm, död 1906 i London, var en svensk illustratör, målare och tecknare. Han var bror till konstnären Adolf Beer, far till konstnären Dick Beer, och farfars bror till Gunhild "Puck" Beer och Allan Beer.
John Beer tillbringade från 1869 fem år i USA, där han studerade vid en ritskola. Därefter vistade han ett par år i Sverige, gjorde ett besök i Ryssland och bosatte sig sedan i London. Han gjorde illustrationer för pressen, bland annat till The Graphic, Black and White, Illustrirte Zeitung med flera utländska och även svenska tidningar. Beer är representerad vid bland annat Nationalmuseum.

## Bilder

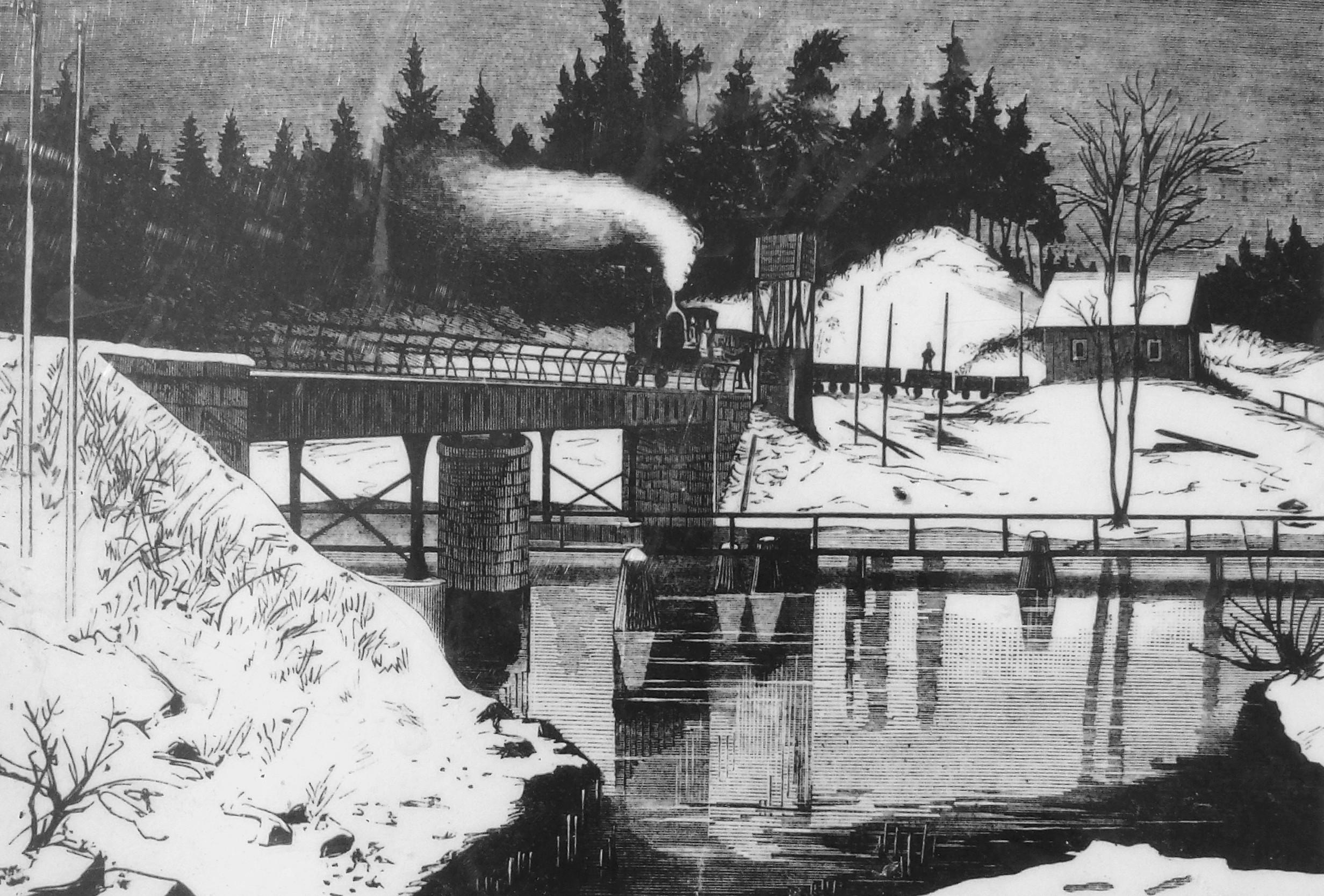
Invigning av järnvägsbron över Stäketsundet den 12 december 1876.
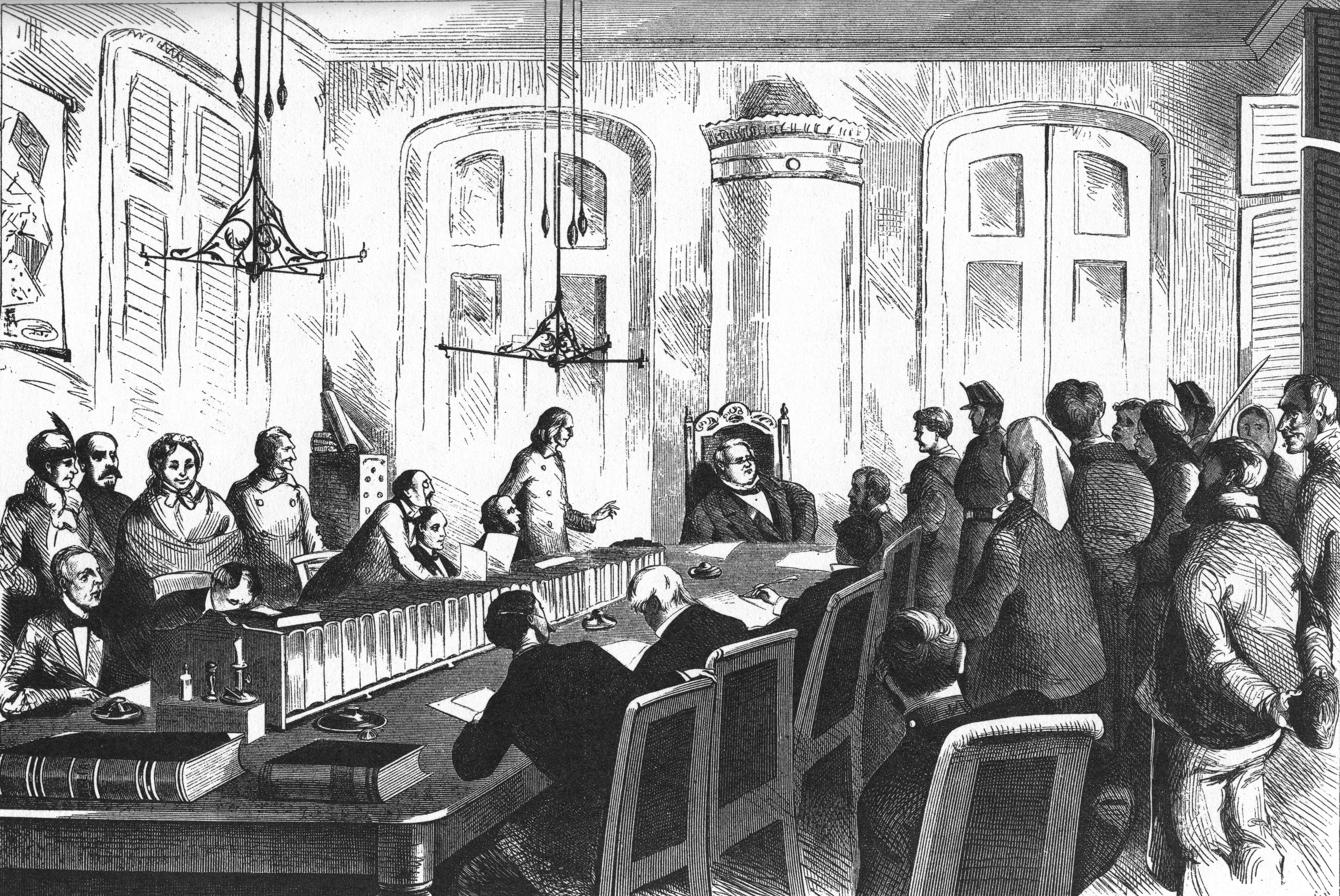
Stockholms rådhusrätt. Trägravyr av John Beer publicerad i Ny illustrerad tidning 1877.